# 中怡國際
中怡國際集團有限公司，簡稱中怡國際集團，以及中怡國際（英語：EcoGreen International Group Limited，港交所：2341），在1994年由楊毅融（董事長及首席執行官）創立，前身為「中怡精細化工集團有限公司」。
業務在中國內地地區經營生產及銷售生產芳香化學品、天然提取物、醫藥等產品。總部位於香港灣仔港灣道18號中環廣場37樓3706室。
而股份則在2004年3月9日於香港交易所主板上市。招股價為1.38港元，發行股份為100,000,000股，而集資額為138,000,000港元，也是首家精密化學工業企業於香港上市。

## 連結
- EcoGreen.com（页面存档备份，存于）